# Al-Anbiya
Al-Anbiya "Os profetas" (em árabe: سورة الأنبياء) é a vigésima primeira sura do Alcorão e contém 112 ayat.